# Hôtel de ville de Budapest
L'Hôtel de ville de Budapest (en hongrois : budapesti Városháza), anciennement maison des Invalides (Invalidusok háza) est un édifice abritant la collectivité métropolitaine de Budapest dans le 5e arrondissement de la capitale hongroise. L'établissement est situé dans le quartier de Belváros, à proximité de Deák Ferenc tér. 